# Sävsjö
Sävsjö är en tätort på småländska höglandet och centralort i Sävsjö kommun, Jönköpings län.
Sävsjö blev efter järnvägens tillkomst på 1860-talet viktig som järnvägsknut, handelsplats och rekreationsort.

## Historia
Sävsjö station öppnades i samband med Södra stambanans invigning 1864. Stationen och samhället fick namnet Sävsjö (Säfsjö) efter den intilliggande Sävsjön.I samband med stationens öppnande började ett stationssamhälle att växa fram. Den tidigare administrativa centralpunkten i västra Njudung, var intilliggande Komstad, Västra härad. Det nya samhället växte upp vid platsen för mötet mellan järnvägen och den gamla kungsvägen mellan Vetlanda och Värnamo där även ruinen efter Sten Sture den yngres jaktslott var beläget. Slottet omnämns i skrift som så tidigt som 1287 och går då under namnet Eksjöhovgård. Även många gamla kyrkor och runstenar i området vittnar om att platsen sedan länge varit bebodd. Innan stambanan drogs, fanns inte mer än ett torp på platsen. 

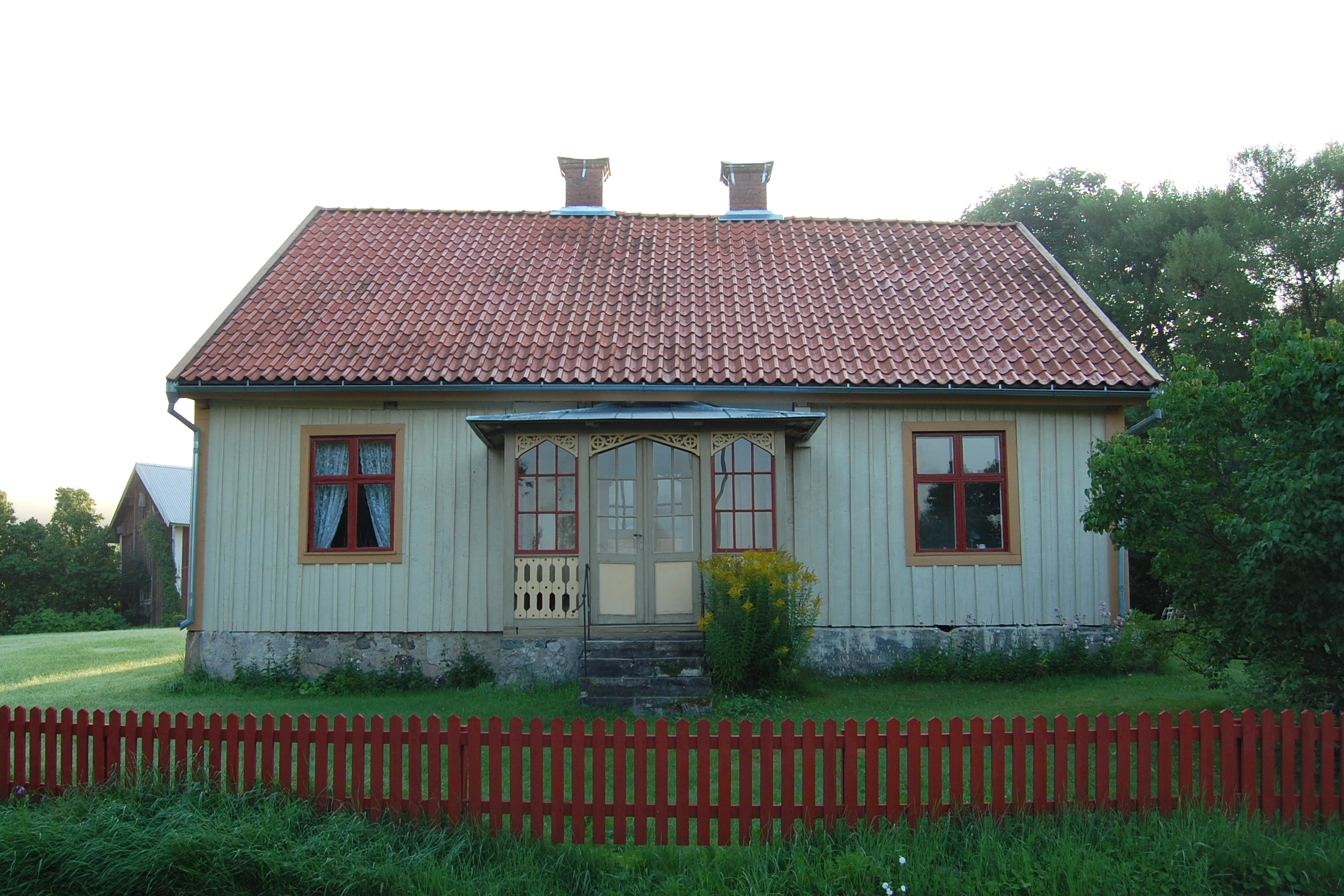
Gamla tingshuset i Komstad, säte för Västra härads häradsrätt 1734-1825.

När Sävsjö i och med Vetlanda–Sävsjö Järnvägs öppnande år 1884 blev järnvägsknut mellan Södra stambanan och Vetlanda-Målilla växte samhället snabbt. 1907 öppnade Sävsjö sanatorium vilket kraftigt bidrog till ortens tillväxt. På 1940-talet hade Sävsjö vuxit och blivit en av de större orterna i området med både tingsrätt och lasarett. Sävsjö blev som sjunde sista ort utnämnt till stad år 1947. Samhället växte kraftigt under 1950- och 1960-talet. När persontrafiken på järnvägen mellan Sävsjö och Vetlanda nedlades 1961 upphörde Sävsjös betydelse som järnvägsknut. Under 1990-talet började SJ att introducera de snabbgående X2000-tågen på Södra stambanan och därmed blev trafiksituationen i Sävsjö ohållbar på grund av plankorsningen mitt i stadens centrum. Stora delar av centrala Sävsjö omdanades därför under sent 1990-tal. Stationen byggdes om, en tunnel grävdes under den gamla järnvägskorsningen för cykel och gångtrafik och en järnvägsbro för biltrafik anlades i centrumets utkant. I samband med detta skapades konceptet "Sävsjö trädgård" och en stor mängd parker och planteringar anlades.

### Administrativa tillhörigheter
Sävsjö station och det tidiga stationssamhället var belägen i Vallsjö socken, men endast ett hundratal meter från gränsen till Norra Ljunga socken och orten expanderade tidigt in även i Norra Ljunga socken. Sävsjö ingick efter kommunreformen 1862 i Norra Ljunga landskommun och Vallsjö landskommun, där Sävsjö municipalsamhälle inrättades 29 september 1882 i båda kommunerna. Sävsjö stad bildades 1947 av de två socknarna/landskommunerna med municipalsamhället. 1952 utökades stadskommunen innan den 1971 uppgick i Sävsjö kommun där Sävsjö sedan dess är centralort.
I kyrkligt hänseende har orten före 1947 hört till Vallsjö församling och Norra Ljunga församling och därefter till Sävsjö församling.
Orten ingick till 1948 i Västra Njudungs tingslag. I och med byggnationen av Sävsjö tingshus 1909 blev Sävsjö ensamt tingsställe i tingslaget. Mellan 1948 och 1971 ingick Sävsjö i Njudungs tingslag, där Sävsjö och Vetlanda båda var tingsställen. Sedan 1971 ingår Sävsjö i Eksjö tingsrätts domsaga.

### Befolkningsutveckling
| Befolkningsutvecklingen i Sävsjö 1900–2020                                                                                             | Befolkningsutvecklingen i Sävsjö 1900–2020 | Befolkningsutvecklingen i Sävsjö 1900–2020 | Befolkningsutvecklingen i Sävsjö 1900–2020 | Befolkningsutvecklingen i Sävsjö 1900–2020 |
| --- | ------------------------------------------ | ------------------------------------------ | ------------------------------------------ | ------------------------------------------ |
| |                                            |                                            |                                            |                                            |
| År |                                            |                                            | Folkmängd                                  | Areal (ha)                                 |
| 1900 | 1900                                       |                                            | 1 262                                      | †                                          |
| 1960 | 1960                                       |                                            | 4 230                                      |                                            |
| 1965 | 1965                                       |                                            | 4 707                                      |                                            |
| 1970 | 1970                                       |                                            | 4 846                                      |                                            |
| 1975 | 1975                                       |                                            | 4 913                                      |                                            |
| 1980 | 1980                                       |                                            | 5 064                                      |                                            |
| 1990 | 1990                                       |                                            | 5 434                                      | 439                                        |
| 1995 | 1995                                       |                                            | 5 378                                      | 441                                        |
| 2000 | 2000                                       |                                            | 4 908                                      | 441                                        |
| 2005 | 2005                                       |                                            | 5 068                                      | 441                                        |
| 2010 | 2010                                       |                                            | 5 122                                      | 439                                        |
| 2015 | 2015                                       |                                            | 5 374                                      | 452                                        |
| 2017 | 2017                                       |                                            | 5 473                                      | 452##                                      |
| 2020 | 2020                                       |                                            | 5 605                                      | 482                                        |
| † Befolkning runt ett municipalsamhälle 1900. ## Arean 31 december 2016, 2017 och 2018 fortsatt samma som avgränsades som tätort 2015. |                                            |                                            |                                            |                                            |

## Stadsdelar
- Djurgården
- Eksjöhovgård
- Graninge
- Hägnen
- Kistegården
- Komstad
- Ljunga
- Lundbergsplan
- Mejensjö
- Spången
- Trekanten
- Tällevad

### Aleholm
Aleholm är en stadsdel i södra delen av Sävsjö. Aleholm domineras av industribebyggelse men här ligger även Sävsjös kommunala gymnasieskola, Aleholmsskolan. Förr stannade tågen utmed södra stambanan även här för av och påstigning (stationen var ej tidtabellförd av SJ), stationen hette då Alheholm/Säfsjö södra.

### Centrum

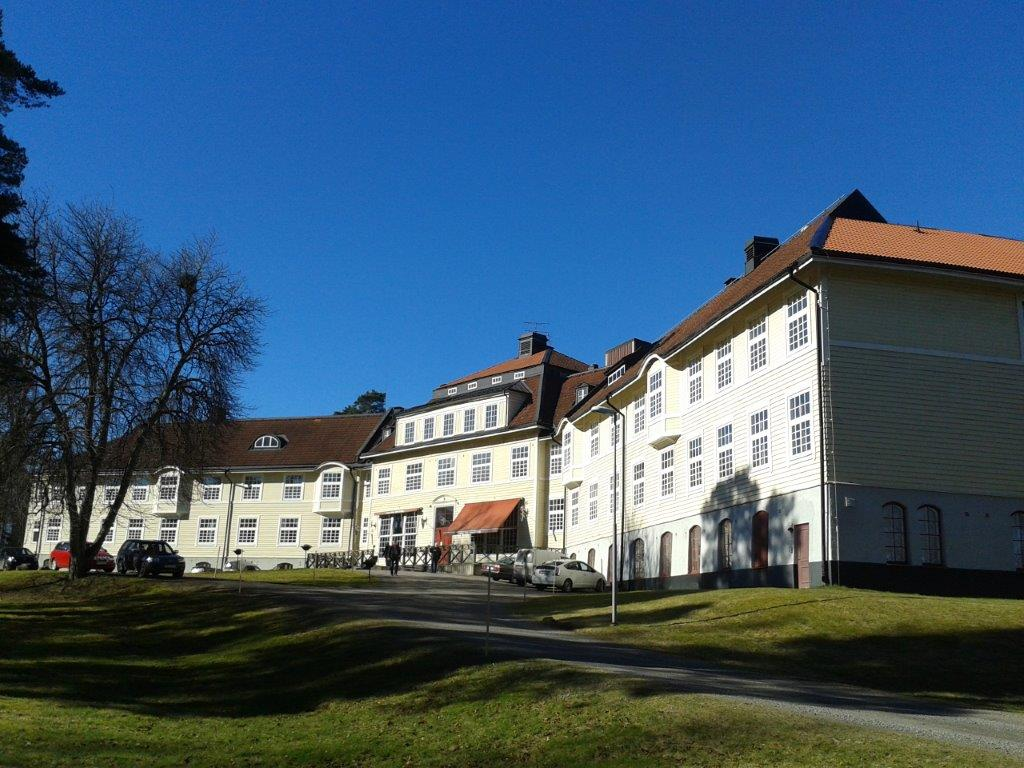
Ljunga park

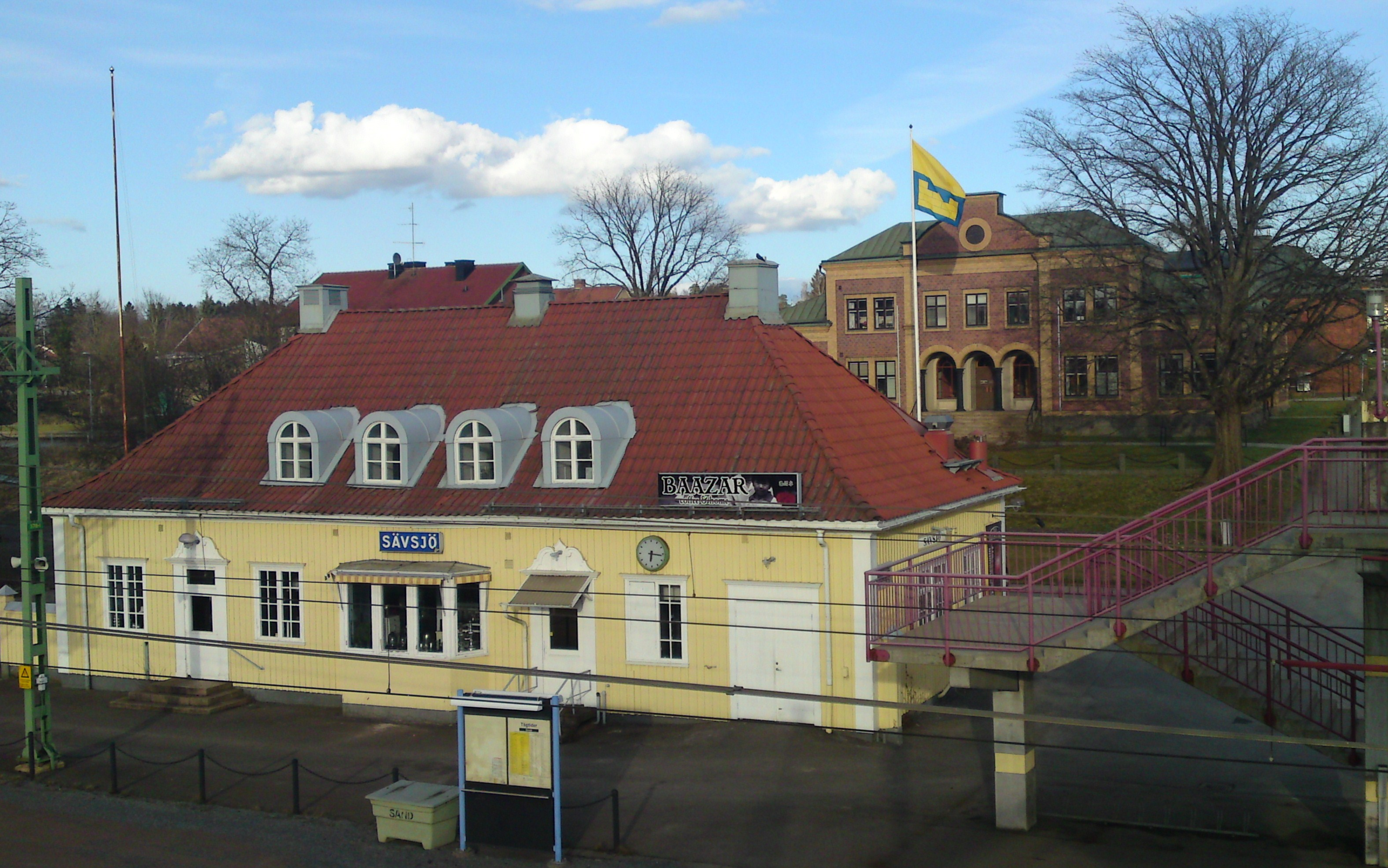
Sävsjö station och tingshus. Tingshuset är numera kommunalhus som synes på flaggan.

Här finns gatorna Kopparslagaregatan, Köpmannagatan och Storgatan samt Stora torget till vilka affärslivet i Sävsjö mestadels är koncentrerat. Här återfinns även kommunhus (före detta tingshus), kulturhuset, polisstation, Sävsjö stadshotell samt järnvägsstation.

### Centrum Södra
Ev. Södra Centrum har på senare tid etablerats som ett begrepp av affärsidkarna i de södra delarna av Sävsjö centrum. Affärerna och lokalerna här är större och befinner sig i en mer industrilandskapslik miljö, här finns affärer som byggvaruhus, bilhandel, fabriksbutiker och matbutiken X-tra.

### Djurgården
Stadsdel i östra delen av Sävsjö. Viktigare genomgående gator är Djurgårdsgatan, Ringvägen och Björkängsgatan. Stadsdelen gränsade till ett större ängsområde som gett dess namn. Vid Djurgården ligger stadens motionscentrum och elljusspår. I Djurgården ligger hembygdsparken med äldre byggnader från olika delar av stadens närhet. I Djurgården ligger också kommunens högstadieskola Hofgårdsskolan.

### Högagärde
Stadsdel i nord-västra Sävsjö. På Högagärde återfinns bland annat Sävsjö vårdcentral, samt skidbacken med samma namn som stadsdelen. Skidbacken är försedd med både ankarlift och fikastuga och backen är hemvist för skidklubben Sävsjö SK. Området domineras annars till stor del av villabebyggelse, främst från 1970- och 80-tal.

### Strandhagen
Strandhagen är en stadsdel i södra delen av Sävsjö. På strandhagen har det under en längre tid funnits ett behandlingshem som idag är behandlingshem och hvb för kvinnor.

## Sävsjö station
Huvudartikel: Sävsjö station

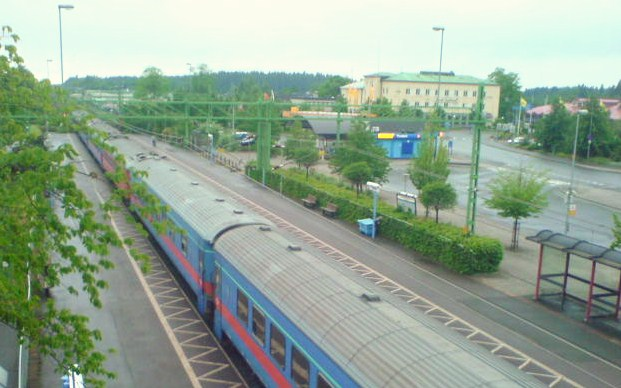
Tågavgång från Sävsjö i riktning från Stockholm och mot Malmö samt vy över Sävsjö torg och Stadshotell.

Södra stambanan mellan Stockholm och Köpenhamn skär genom Sävsjö och är den enda järnväg som finns kvar i kommunen. Tidigare var Sävsjö knutpunkt mellan stambanan och Vetlanda–Sävsjö Järnväg, men denna smalspåriga järnväg blev nedlagd på 1970-talet. Sedan SJ 2015 helt upphörde med InterCity-trafiken mellan Stockholm och Malmö trafikeras stationen enbart av Krösatågen. Stationen ligger utmed pendeltågslinjen Jönköping-Nässjö-Sävsjö-Alvesta-Växjö och hade år 2018 22 dagliga avgångar.

## Näringsliv
Näringslivet i Sävsjö domineras av småindustri inom främst trä-, livsmedels och metallindustrin. Många som bor i Sävsjö har dock arbete i de större intilliggande städerna såsom Jönköping eller Vetlanda. Småindustrierna sysselsätter dock fortfarande ett stort antal personer i Sävsjö med företag som exempelvis Sävsjö Trähus, Sörensens chark och Sävsjösläpet. Sävsjös största arbetsgivare är snustillverkaren Skruf Snus som har hela sin produktion förlagd till Sävsjö följt av företaget Alackering som bedriver lackering av aluminiumprofiler.

### Bankväsende
Sävsjö sparbank grundades 1874 och uppgick 1969 i Jönköpings läns sparbank som senare blev en del av Swedbank.
Östergötlands enskilda bank etablerade ett kontor i Sävsjö på 1870-talet, men det drogs in i december 1877. Den 1 april 1902 etablerade Bankaktiebolaget Södra Sverige ett kontor i Jönköping. Denna bank uppgick i Handelsbanken. År 1917 tillkom ett kontor för Sydsvenska kreditaktiebolaget. Dessa kontor konkurrerade fram till 1990 när dåvarande Skånska banken övertogs av Handelsbanken.
Både Swedbank och Handelsbanken har alltjämt kontor i Sävsjö.

## Kyrkor och kyrkosamfund

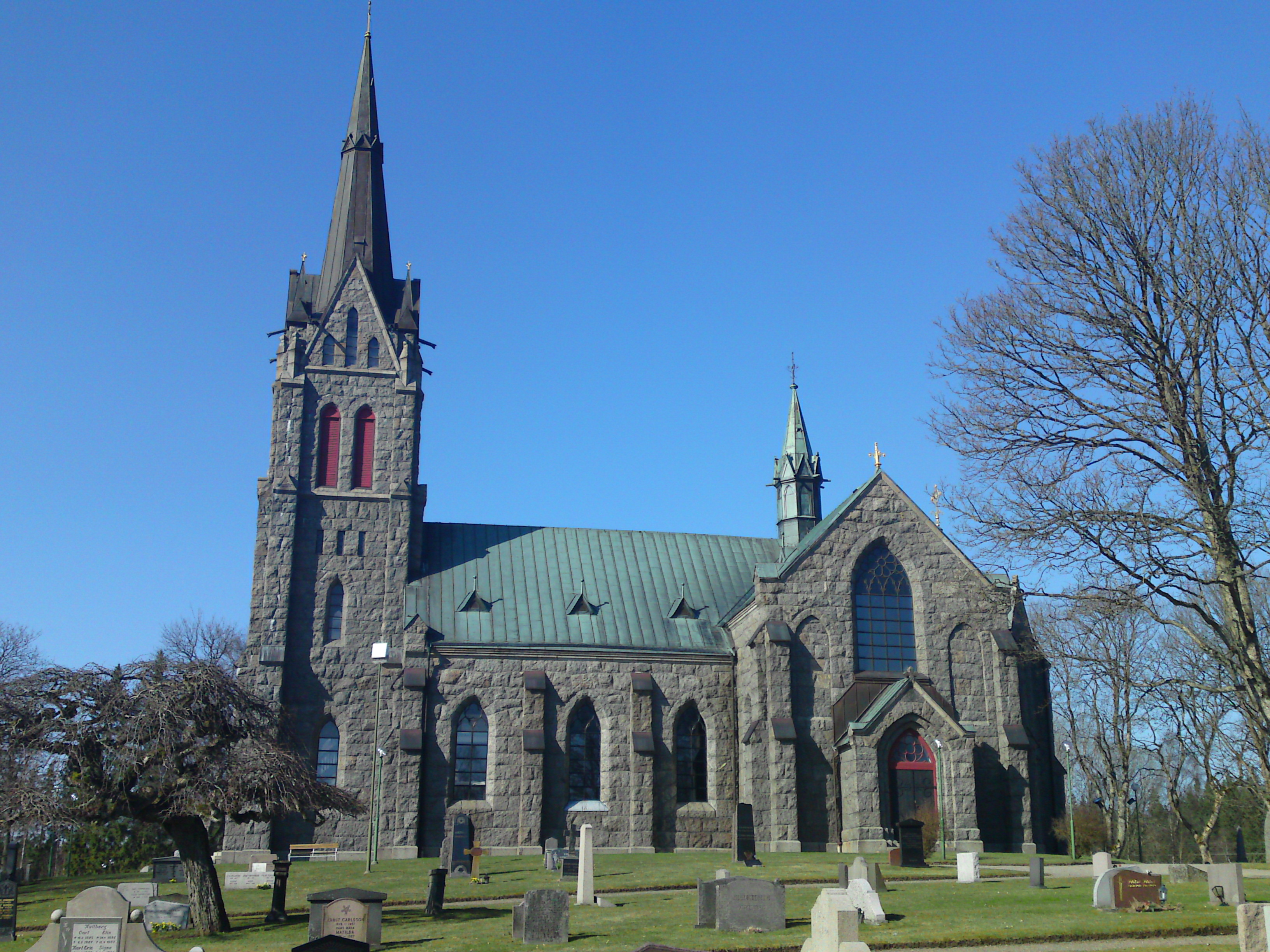
Vallsjö nya kyrka med gamla griftegården i förgrunden. Kyrkan är uppförd år 1890 och ersatte då Njudungskyrkan Vallsjö gamla kyrka som huvudkyrka i Vallsjö församling (senare Sävsjö församling).

Sävsjö ligger mitt i vad man brukar kalla "Svenska Bibelbältet" som omfattar stora delar av Jönköpings län, det finns ett stort antal kyrkor och då främst frikyrkor runt om Sävsjö. I mars 2012 utnämndes Sävsjö av Expressen till "Sveriges mest kristna plats". Fyra av fem av de kyrkor i Sävsjö församling som Svenska kyrkan bedriver sin verksamhet i är så kallade Njudungskyrkor vilket betyder att de ingår i den grupp av mycket gamla kyrkor (1000-1200-tal) som återfinns i Njudungsområdet, idag till stor del Sävsjö och Vetlanda kommuner. Sävsjö församling ingår i Sävsjö pastorat.

### Svenska kyrkans kyrkor
Svenska kyrkans Kyrkorum i Sävsjö församling (byggnadsår)
- Vallsjö nya kyrka (1890)
- Vallsjö gamla kyrka (1000-1100-tal)
- Norra Ljunga kyrka (1100-tal)
- Hjärtlanda kyrka (1100-tal)
- Skepperstads kyrka (1100-tal)

### Frikyrkor
Frikyrkor som med olika kyrkorum finns representerade i Sävsjö
- Pingstkyrkan
- Allianskyrkan
- Evangeliska Frikyrkan
- Equmeniakyrkan
- Evangeliska fosterlandsstiftelsen
- Guds kraft

### Övriga andliga samfund
- Jehovas vittnen
- Jesu Kristi kyrka av sista dagars heliga

## Sevärdheter

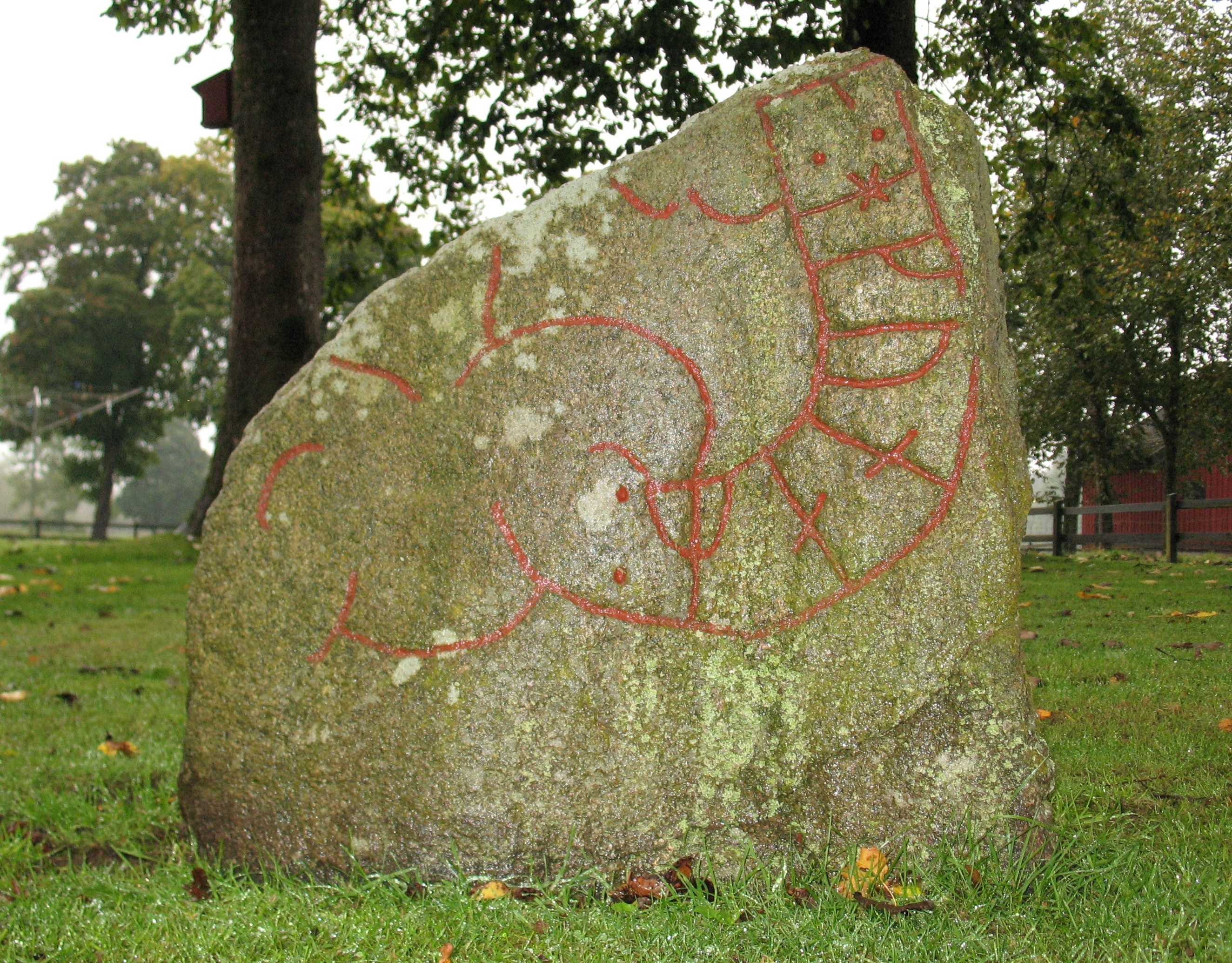
Runsten belägen intill Komstad kvarn i Komstad strax utanför Sävsjö

Runt om Sävsjö återfinns många sevärda platser vilka många är av äldre karaktär. I nuvarande Sävsjö församling återfinns nära 750 fornlämningar, däribland kan nämnas ca 100 rösegravar. Trähusstadskärnan från sent 1800-tal med Sävsjö sanatorium är också mycket sevärd för den som är intresserad av historia och något äldre arkitektur.
I Malmbäcks socken strax utanför Sävsjö ligger Götalands högsta punkt Tomtabacken som når en höjd på 377 meter över havet.

### Sävsjö sanatorium
Huvudartikel: Sävsjö sanatorium
En stor anledning till Sävsjös utveckling var tillkomsten år 1907 av Sävsjö sanatorium för svårt lungsjuka. Under första hälften av 1900-talet kom det tusentals rika stadsbor till Sävsjö, främst från Göteborg och Stockholm, som hade råd att unna sig den då bästa lungkureringsvården i Sverige. Läget för sanatoriet valdes för att den friska höglandsluften och närheten till natur skulle lindra besvären hos de lungsjuka (oftast tuberkulos). Tillgången på bra kommunikationer till bland annat Stockholm, Göteborg och Malmö tros också ha haft stor inverkan på valet av plats.
När sanatoriet byggdes valde man att lägga byggnaden ett par hundra meter från den dåvarande stadskärnan. Här växte det då tallskog och man valde att bevara denna växtlighet i kombination med stora planteringar, buskage, gräsmattor och grusgångar. Växtligheten är i stort sett bevarad från sanatorietiden och skogen är idag en centralt belägen park i Sävsjö, oftast benämnd som sanatorieparken. Den pampiga böjda sanatoriebyggnaden finns ännu kvar och har under en längre tid varit konferenshotell och restaurang men är idag ombyggd till lägenheter. Byggnaden kallas Ljunga park och är idag med sina fyra våningar och nära hundra rum norra Europas största träbyggnad.

### Eksjöhovgårds slottsruin

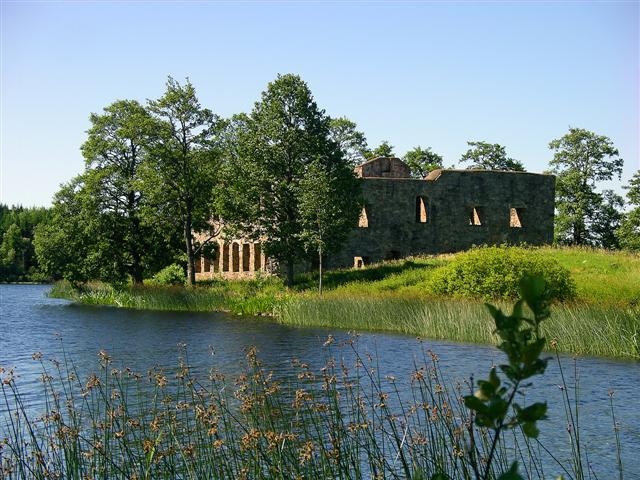
Eksjöhovgårds slottsruin.

Huvudartikel: Eksjöhovgårds slottsruin
Eksjöhovgårds slottsruin är en spektakulär byggnad precis utanför Sävsjö stadskärna. Slottsruinen är belägen på en liten ö i Eksjöhovgårdssjön och den går endast att nås via en enkel träbro avsedd för gångare. Slottsruinens läge mycket nära länsväg 127 har gjort att många känner igen ruinens siluett, närheten till länsvägen har även gjort att Eksjöhovgårds slottsruin är en av be mest besökta sevärdheterna i hela Småland.
Enligt traditionen skulle Sten Sture den yngre använt byggnaden som jaktslott. På 1650-talet lät fältmarskalken Carl Mauritz Lewenhaupt kraftigt bygga ut slottet men ombyggnationen hann inte färdigställas till Lewenhaupts död 1666 och arvingarna hade inte råd att slutföra den. På 1730-talet, då med greve Magnus Julius De la Gardie som slottsherre, revs den övre våningen och ingången flyttades. Senare ägare hamnade på ekonomiskt obestånd och 1812 såldes slottets koppartak varefter byggnaden snabbt förföll. Den lilla ö som slottet ligger på är underminerad av olika typer av källare och hemliga gångar vilket tros ha lett till att de tidigare båda flyglarna inte förmådde stå kvar utan störtade samman på 1800-talet.

### Fornlämningar
En av Sävsjös mindre förorter, Komstad var länge en viktig plats för forntida handel och rådslag. Detta har gjort att området runt Sävsjö är rikt på fornlämningar och runstenar. Det finns till exempel ett flertal gravhögar runt Vallsjö och Norra Ljunga kyrka. De två mest kända fornlämningarna i trakterna runt Sävsjö finns båda vid Vallsjö gamla kyrka och utgörs av ett gravområde samt en källa. Gravområdet brukar i allmänhet kallas för Vallsjö äng och här hölls det fram till 1980-talet så kallade Vallsjö-ängsfester. Vattnet som man kokade kaffe på hämtades alltid från den andra stora fornlämningen, S:t Sigfrids källa. Källan ligger mycket tätt inpå Vallsjöns strand och i en sten framför källan går det att återfinna två lika stora runda gropar cirka 20 cm ifrån varandra. Dessa gropar är enligt sägnen märken efter S:t Sigfrids knän när han knäföll här och lät vatten springa ur berget.

## Sport
Sävsjö har haft stora idrottsliga framgångar under 1900-talet främst i och med att många företag runt om i kommunen varit aktiva sponsorer till den lokala idrottsverksamheten.

### Sportskytte
I Sävsjö finns norra Europas största skyttecenter. Där utövas sportskytte med främst pistol och gevär men även bågskytte. Riksidrottsgymnasiet inom sportskytte i Sävsjö använder detta center som träningslokal. Varje år hålls en internationell tävling med luftpistol och luftgevär där skyttar från hela världen deltar. Tävlingen pågår under 3 dagar i januari.

### E-sport
Den kommunala gymnasieskolan Aleholmsskolan i Sävsjö erbjöd från läsåret 2015/2016 till läsåret 2019/2020 eleverna e-sport som individuellt val. Skolan var en av de första gymnasieskolor i Sverige som erbjöd e-sport som individuellt val.

### Handboll
Handbollen är den sport som gjort att Sävsjö som samhälle satts på den svenska idrottskartan. Detta till stor del på grund av Sävsjö HK:s damer som under 1990-talet tog sex raka SM-guld med klubben Sävsjö HK. Denna prestation är historisk då inget svenskt damlag dominerat en internationell sport på det sättet som Sävsjös damer gjorde under 1990-talet.
Drömmen tog dock slut i och med förlusten av titeln år 2000. 2000-talet har fortsatt nedåt för handbollsdamerna då man tappade placeringar i tabellen under tidigt 2000-tal och säsongen 2002/2003 åkte Sävsjö ur den högsta serien, Elitserien.
Sävsjö HK har sedan 2006 på seniorsidan gemensamt lag med Eksjö BK med syfte att kunna ha ett elitlag på Höglandet. Första säsongen 2006/2007 vann laget Div 2 och spelade sedan 3 år i Div 1 där ett direktkval till elitserien våren 2009 är den främsta meriten hittills. Laget spelar från 2010 i Allsvenskan.

### Bandy
Bandysporten har betytt mycket för Sävsjö och under årens lopp har Sävsjö fött upp många stora bandyspelare. Stadens bandyklubb, Sävsjö BK har dock haft stora problem att hålla kvar sina bandyspelare då många lockas av att spela inom den stora och mer välkända klubben Vetlanda BK i intilliggande Vetlanda. Närheten till Vetlanda har gjort att Sävsjö BK mer ses som farmarklubb till Vetlanda BK som med sina stora framgångar inom Elitserien i bandy vunnit stort anseende.
Sävsjös mest kände bandyson är tveklöst Jonas Claesson som idag ses som Sveriges mest framgångsrike bandyspelare genom tiderna. Claesson innehar rekordet för flest gjorda mål under en karriär och han vann Allsvenskt SM-guld (tidigare högsta serien i bandy) för Vetlanda BK tre gånger under 1990-talet.

### Ishockey
Ishockeyn blev tidigt en sport som utövades i Sävsjö. Ishockeyklubben som grundades 1959 kallades HC Pinuten, efter kvarteret med samma namn. Redan 1964 började den första konstfrusna ishockeyrinken anläggas i det då centrala sportområdet vid Sturegatan som hyste också bandyplan, brottarlokal och tennisbanor. Vid invigningen den 11 december 1965 talade den då kände sportprofilen Bengt Bedrup och match spelades mellan HC Pinuten och Tingsryds AIF. Pinuten rönte stora framgångar i de regionala serierna, men uppgick 1974 i HA74, "Hockeyalliansen".

### Innebandy
Sävsjö IBK:s damlag gick 2019 upp i Allsvenskan, medan herrlaget gick upp i division 1.

## Kultur

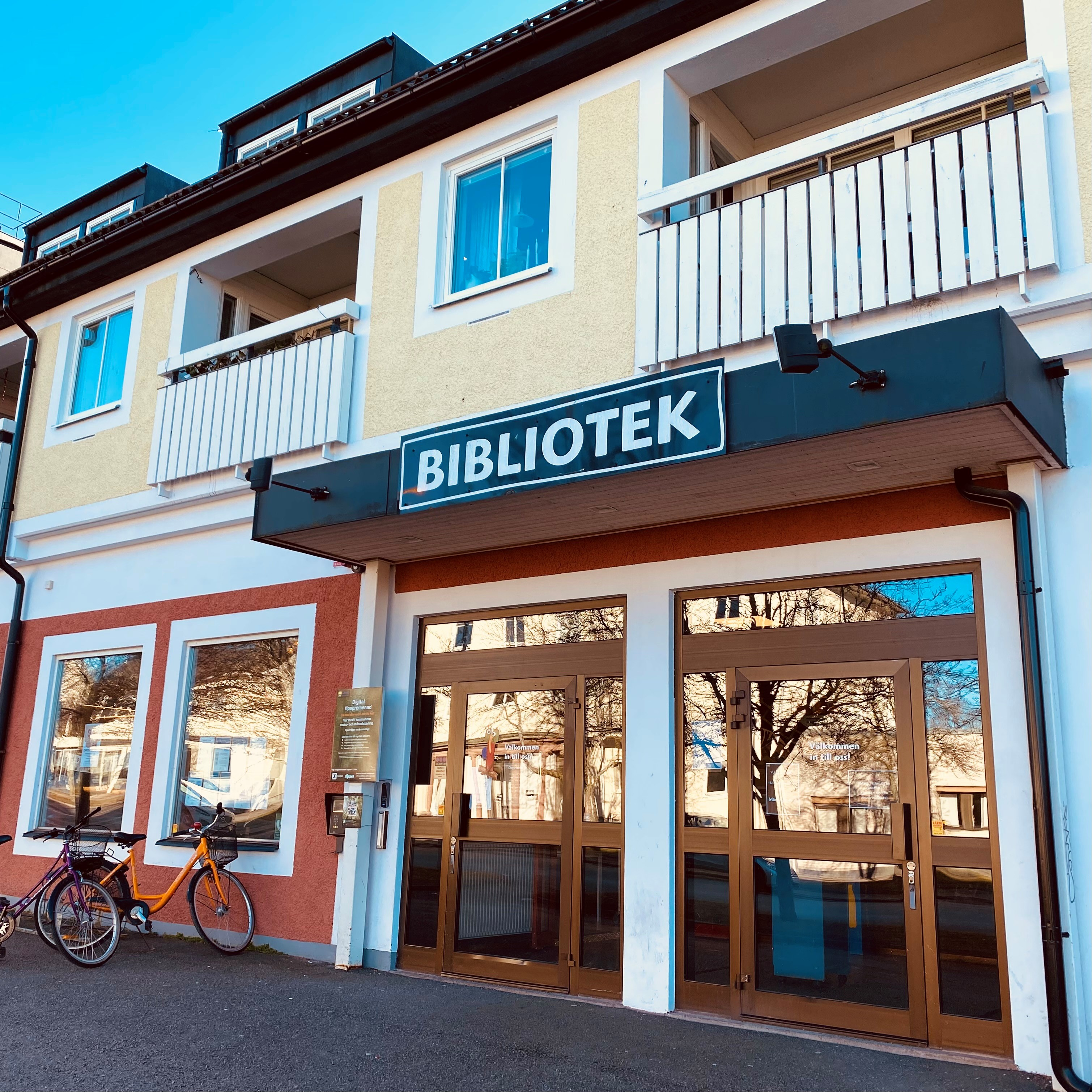
Entrén till Sävsjö stadsbibliotek

### Bibliotek
Sävsjö stadsbibliotek finns i centralorten och erbjuder böcker på flera språk, facklitteratur och en barn- och ungdomsavdelning. Biblioteket erbjuder Meröppet för låntagare utöver de ordinarie öppettiderna.

### Kulturhus
Kulturhuset i Sävsjö öppnades 1995. Då flyttade även biografen Röda kvarn från sina tidigare lokaler på Storgatan till Kulturhuset. Kulturhuset är en samlingsplats och förutom biograf består utbudet av teater, konserter, bowling, och olika föreningsaktiviteter och sociala evenemang.

## Kända personer från Sävsjö
- Sven "Svenne" Hedlund, sångare och artist, del i duon Svenne och Lotta, medlem i Hep Stars
- Charlotte "Lotta" Hedlund, sångare och artist, del i duon Svenne och Lotta
- Bosse Bildoktorn Andersson, Tv- och radioprofil
- Jonas Claesson, bandyspelare och expertkommentator
- Åke Edwardson, författare
- Niklas Ekdal, författare, skribent samt politisk redaktör för Dagens Nyheter
- Micke Leijnegard, TV-profil på SVT
- Jens Sjögren, regissör och Tv-profil
- Gustav Rosén, grundare av Frisinnade landsföreningen, sedan 1934 del av Folkpartiet, statsråd, landshövding i Västerbottens län
- Emelie Wikström, alpin slalomåkare

Övriga händelser
I juli 1997 försvann den sexåriga flickan Jasmina Jasharaj från bostadsområdet Hägnen i Sävsjö. Försvinnandet blev medialt mycket uppmärksammat men flickan återfanns aldrig. Polisutredningen i samband med Jasminas försvinnande är en av Sveriges mest omfattande utredningar och Jasminas försvinnande har varit föremål för vidare utredning i bl.a. Helénmordet, Englamordet och Fallet Ulf.

## Övrigt
Filmen Lycka till och ta hand om varandra är delvis en skildring av regissören Jens Sjögrens uppväxt i Sävsjö. Filmen är huvudsakligen inspelad i Vänersborg men utspelar sig i Sävsjö.